# Akkışla (district)
Akkışla is een Turks district in de provincie Kayseri en telt 8.627 inwoners (2007). Het district heeft een oppervlakte van 546,0 km². Hoofdplaats is Akkışla.
De bevolkingsontwikkeling van het district is weergegeven in onderstaande tabel.
| 1997  | 2000  | 2007  |
| ----- | ----- | ----- |
| 8.647 | 9.864 | 8.627 |